# Pierre Webó
Pierre Achille Webó Kouamo (n. 20 ianuarie 1982), cunoscut ca Webó, este un fotbalist camerunez care evoluează la clubul Osmanlıspor în Süper Lig, pe postul de atacant.
Începând cu 2003, Webó evoluează și la echipa națională de fotbal a Camerunului, reprezentându-și țara la două Campionate Mondial de Fotbal.

## Palmares

### Club
Nacional
- Primera División de Uruguay: 2001, 2002

Osasuna
- Copa del Rey

Finalist: 2004–05
Fenerbahçe
- Süper Lig: 2013–14
- Cupa Turciei: 2012–13

### Individual
- Golgheter - Copa Sudamericana: 2002